# Дуліби (Грабовецько-Дулібівська сільська громада)
Дулі́би — село в Україні, у Стрийському районі Львівської області. Орган місцевого самоврядування — Грабовецько-Дулібівська сільська громада. Населення становить ▼3480 осіб.

## Історія
Перша згадка зафіксована в судовому документі датованому 1463 року, але без сумніву, що його історія сягає значно глибше. Навколо назви села в різні часи точилися дискусії. Одна з думок про походження назви допускає, що на території сучасного села проживало плем'я «Дулібів».
Село Дуліби виникло в другій половині XV століття за часів панування Польщі. Перша згадка про Дуліби датується 1463 роком — за судовими актами позовна Петра з Заплатина. 1492 року сталося розмежування між королівськими селами Дуліби та Гірне, що були підпорядковані стрийському старості.
Село брало початок від Мельницької дороги, що веде у напрямок до села Грабовець. По правій стороні села тече річка Стрий, по якій в давні часи сплавляли дерево з Карпат до міста Стрий і Жидачів. 1515 р. — згідно з ревізією село Дуліби мало 26 ланів і священика, а 1550 року війт м. Стрия одержав від короля 100 га землі, куди ввійшли землі с. Дуліби.
В селі було два млини, збудовані у 1621 році, один належав панові і був збудований на річці Стрий, другий належав мешканцеві Дулібів Мельнику і був розташований між Дулібами і Грабівцями. Від нього йшла головна дорога до гостинця, котра збереглась понині, звана Мельницькою. Цей Мельник був власником землі від Мельницької дороги до обійстя громадянина Саварина Федора, у цьому ж місці, де стояв млин, був рів до 1950 року, по якому текла вода до млина.
В селі було три корчми, які належали панові, і він здавав їх в оренду євреям. Перша найдавніша корчма була досить великою, в одній половині був розміщений шинок, де продавали горілку, вино, пиво і тютюн. В другій половині жила єврейська сім'я, яка займала дві кімнати. Перша корчма була на місці, де зараз побудований бар і магазин. Друга корчма знаходилась в городі Степана Тивоновича, біля корчми була і є зараз дорога. Третя корчма була менша, вона згоріла у 1938 році, а на цьому місці нащадок першого орендаря побудував муровану корчму, де зараз знаходиться магазин в горішньому кінці села.
За селом від Стрия був фільварок побудований селянами — кріпаками в 1615 році. Він займав всю площу від гостинця до Грабівської дороги. Будинки фільварку були там, де нині розташований «Вторчормет», а на землях, що належали панові, побудовані військові казарми, а також нафтобаза та мостобудівний завод.
Буквально в 2009 році, завдяки війту села, були зрубані дві тополі, посаджені у 1620 році Свистуном з Дулібів і Матійцівим з Грабівців.
Після поділу Польщі у 1772 році Галичина переходить до Австрії. Австрійський уряд в 1785 році заселив німецьких колоністів по цілій Галичині. Також оселились німці і в Дулібах.
У той час, а саме у 1450—1800 роках в селі не було школи, церковної грамоти вчились у дяка і священика кілька осіб, які пізніше виконували службу в церкві. Головою громади обирався війт, який був переважно з багатих родин, був він малограмотний або зовсім не знав грамоти. Важливі громадські справи погоджував священик, який жив в Дулібах.
Початкова школа була двокласна. В 1855 році відкрито 3 і 4 класи з навчанням української і польської мови. З 3-го класу вивчали німецьку мову. Вчителем цієї школи був Романчук, син якого — Юліан Романчук (1842—1939) український політичний і громадський діяч, голова «Просвіти» (1896—1909), засновник і співробітник «Діла», посол до Віденського парламенту. Під час першої світової війни голова Української культурної Ради у Відні (1904—1915), а також редактор збірного видання творів українських класиків. 1842 року батько Юліана перебрався в Дуліби зі Стрия. В Дулібах Юліан закінчив три класи народної школи, а до 4-го батько віддав вчитись в Стрий. Дальші науки він продовжував у Львові і Станіславові.
В цей час до села належало 1450 морґів землі. Вже в 1869 році в селі нараховується 152 двори загальною кількістю 1006 осіб. За архівом на 1900 року в селі Дуліби було 195 дворів, з населенням 1308 осіб, з них українців 1127 осіб, поляків 39, євреїв — 37, німців — 105.
В 1912 році на старому місці споруджена нова двоповерхова школа. Частково вона була зруйнована, під час військових дій 1915 року. Ця школа була відкрита до 100-річчя з дня народження М. Шашкевича і названа на його честь. У 1910—1919 роках приміщення для навчання всіх 4-х класів орендували в громадян Олійника Івана, Баб'яка Андрія, Осташа Дмитра і в читальні «Просвіти».
Також до цієї школи ходили діти с. Грабівці, через те, що не мали своєї школи. Під час першої світової війни в школа була частково зруйнована і в ній неможливо було проводити заняття, тому у 1915—1923 роках винаймали приміщення у Корчака Стефана, Герві Адама і половину корчми. У 1923 році школу відремонтували і продовжували навчання. Директором школи був Захарин, пізніше Мельничук.
В селі була читальня «Просвіти» заснована у 1906 році. Громада села купила дім для читальні. Сюди приходили газети і журнали, також багато було творів Шевченка, Франка і інших українських письменників. У 1915 році під час війни читальня згоріла, а 1929 року споруджено нову. Ця читальня була спалена поляками 13 вересня 1939 року.
1914 року — під час бойових дій згоріла церква. Нову дерев'яну з цегляним підмурком почали будувати у 1920 році на місці спаленої за старанням місцевого пароха о. Петра Шанковського за проєктом та безпосереднім керівництвом майстра Турчинюка Василя Івановича з с. Лугу Надвірнянського повіту, нині урочище в смт. Делятин. (церковний архів). Церква посвячена 1923 року на честь святого великомученика Георгія. В середині та різьблена в гуцульському стилі. А жителям села майстер Турчинюк перед будівництвом сказав, що коли розпочнуться роботи над зведенням храму, хтось поважний у селі помре і тоді будова піде, і не станеться нещасних випадків. І, дійсно, помер війт Сушко Микола, а з робітників під час будівництва ніхто не був травмований.
1915 року — Австро — угорські війська звільняють нашу околицю від російських військ. І ось настав
1 листопада 1918 року — розпад Австро-Угорщини та створення ЗУНР. Українці беруть владу в свої руки. Починається польсько-українська війна.
З квітня 1919 року в Дулібах була розташована 1-ша сотня Літунського полку Української Галицької Армії. Командиром її був пор. Антін Хрущ, а серед старшин-літунів були: сотники — Євський, Алелюхін, поручники — Огар, Земик, Заславський, чотарі — Сєриків, Коцко (брат Адама), чотарі — Мовчук, Фелікс Шепарович (брат Едмунда, командира 1-ї кінної бригади), Яцура та інші. На стані цієї сотні перебував вістун Михайло Шарик, автор цікавих спогадів «Діти війни», де в 2-й і 3-й частині згадує про цю сотню. На стані цієї сотні перебував уродженець Дуліб Лев Шанковський, коли вчився у Старшинській школі Коша Звідомного полку Станиславова (Івано-Франківськ). 1-ша літунська сотня (6 літаків) обслуговувала фронт III Галицького корпусу від Карпатських гір до м. Львова. На польському фронті, українська авіація мала перевагу над польською авіацією, яка негайно зникала з повітря при появі українського літака. Причиною, була не чисельна перевага, бо від квітня поляки мали чисельну перевагу над українцями, але якісна перевага українських літунів, що навіть на гірших машинах перемагали польських літунів. Про це свідчить співвідношення втрат: у повітряних боях поляки втратили 16 літаків, українці лише 1. Переможцями у повітряних боях були сотник Євський, що здобув найбільше перемог — 9, а далі поручик Шеремецінський, сотник Алєлюхін, чотар Сєриків, поручик Рудольфер. Не помогла і «Ескадра льотніча імені Тадеуша Косцюшкі», що була зорганізована у США і два американські літуни (не-поляки) якої згинули в повітряному бою з українськими літунами, втрачаючи теж два літаки.
Сотня Хруща мала в Дулібах власну польову майстерню, однак для більшого ремонту літаки переганяли в Красне. База відзначалась добрим технічним обладнанням, а запрошені з Відня висококласні механіки виготовляли деякі потрібні деталі безпосередньо на місці. Крім літаків, у майстернях бази ремонтували автомобілі та гармати.
25 травня 1919 року 1-ша літунська сотня відлетіла за наказом авіаційного референта Державного Секретаріату Військових Справ, сотн. Ев. Пузи у Чехословаччину, де чехословацька влада інтернувала пілотів та забрала літаки. Сама ж авіаційна сотня евакуювалася залізницею зі Станіславова до Чорткова.
1919 року травень — влада в Стрию переходить до поляків.
З газети «Хвіля», серпень 1922 року:
|  | «Вбивають війтів-хрунів у Стрийщині. Кілька війтів у стрийському повіті дали громадські печатки і свої підписи за тим, щоб Східня Галичина належала до Польщі. Дня 23 серпня 1922 року явився о год. 9 ввечері перед домом громадської ради в Дулібах, якої війт також дав свій підпис, невідомий чоловік. Він попросив викликати начальника громади Гриня Курчака (Корчака). Було якраз по засіданні громадської ради і Курчак, який був на підпитку, не хотів вийти. Замість нього вийшли два, що робили варту, один з них, Кущак (Кащук), подібний зовсім до начальника громади. Впав стріл і Кущак (Кащук) упав трупом. На картці було написано "Смерть зрадникам!". Всякі пошукуваня поліції без успіху». |

1923 року — Галичина остаточно приєднана до Польщі на підставі Рішення Ради послів держав Антанти щодо східних кордонів Польщі.
1924 року — ліквідація українського шкільництва на Західній Україні.
30 грудня 1925 року територія міста Стрий розширена шляхом приєднання частини території села Дуліби.
1926 року — «Кривава середа» в Стрию.
1933 року — люстрація (перевірка) читальні «Просвіти». Встановили високий рівень культурно — освітньої роботи. В селі працює драмгурток і хор.
1933 року — у липні повінь в Стрию і в околицях. Під Конюховом вода прорвала гостинець. Вода знищила в Дулібах багато орного поля.
1934 року — шириться в околиці, у тому числі і Дулібах компанія тверезості. Товариство «Відродження — Безалкогольні весілля».
1936 року — з 45 хорів на Стрийщині, хор села Дуліби посів перше місце серед всіх хорів, а також Добряни, Конюхів, Гірне.
Цього ж року у зв'язку зі святом на горі Маківці польська поліція провела декілька арештів в Дулібах.
1938 року — в Дулібах активно працюють товариства «Союз українок», «Рідна школа», «Сільський господар».
1939 року — у зв'язку з проголошенням автономної Закарпатської України в складі чесько — словацько — української федерації молодь села, намагаються по більшості безуспішно, перейти кордон на Закарпатську Україну.
1939 року — нацистська Німеччина нападає на Польщу. Починається друга світова війна. Уряд емігрує, залишає країну. Польська армія відступає. На Стрийщині і в Дулібах відбуваються страшні події. В книзі «Причини упадку Польщі» — написаній у 1941 році Іваном Кедриним, так описані ці події
|  | 11 вересня 1939 року втекли зі Стрия польські державні установи, війська і поліція. По полях і в садах в Стрию і в околицях військові масово кидали зброю. Місцеві люди ту зброю визбирували і озброювали нею громадських вартівників. Тим часом почало гуляти «шумовиння». Підпалили с. Дуліби, яке згоріло в двох перетинах (75 будинків), а також випадки вбивства мирних громадян мали і в інших селах. |

Ще й досі живі свідки цих подій, які були очевидцями і розповідають, як військові підпалили село тому, що група молоді намагалася збунтуватись, але в даній ситуації це було безглуздям.
22 червня 1941 року — напад Німеччини на СРСР. Прихід німецьких військ, а згодом і німецької адміністрації в край. Не справдились наївні сподівання, що німці «віддадуть Україну», українці могли обіймати тільки нижчі адміністративні посади. Багато людей, з села, було забрано на примусові роботи до Німеччини.

## Політика

### Парламентські вибори, 2019
На позачергових парламентських виборах 2019 року у селі функціонували окремі виборчі дільниці № 461457 і 461458, розташована у приміщеннях школи і будинку культури відповідно.
Результати
- зареєстровано 2727 виборців, явка 56,29%, найбільше голосів віддано за «Голос» — 26,45%, за «Європейську Солідарність» — 21,56%, за «Слугу народу» — 19,93%.[3] В одномандатному окрузі найбільше голосів отримав Андрій Гергерт (Всеукраїнське об'єднання «Свобода») — 20,51%, за Андрія Кота (самовисування) — 17,96%, за Володимира Наконечного (Слуга народу) — 14,02%[4].

## Промисловість села
- ДП «Стрийський завод залізобетонних виробів».
- ДПТП АТ «Будівельна компанія „Стрийбудмонтаж“».

## Населення
Згідно з переписом УРСР 1989 року чисельність наявного населення села становила 3656 осіб, з яких 1803 чоловіки та 1853 жінки.
За переписом населення України 2001 року в селі мешкало 3669 осіб.

### Мова
Розподіл населення за рідною мовою за даними перепису 2001 року:
| Мова       | Відсоток |
| ---------- | -------- |
| українська | 99,24 %  |
| російська  | 0,65 %   |
| білоруська | 0,03 %   |
| грецька    | 0,03 %   |
| молдовська | 0,03 %   |

## Школа
Перша школа у с. Дуліби — невеличкий дерев'яний будиночок з двома класними кімнатами та квартирою для вчителя — побудовано 1840 року на місці, де стоїть основний корпус нинішньої школи. Тоді в школі навчалися діти різних національностей: українці, поляки, євреї, — зі сіл Дуліби та Грабовець. Спершу двокласна, а з 1855 — чотирикласна з навчанням української і польської мов: з 3-го класу вивчали й німецьку мову. Учителем школи був Романчук.
Коли в 1892 в селі Грабовець побудовано нову школу, діти німецької національності з Дуліб і Грабівців перейшли на навчання до неї, а інші — в місто Стрий.
Оскільки навчання не було обов'язкове, батьки, як правило, через бідність і темноту відмовлялися слати дітей у школу: у 1890 з половини села Дуліби школу відвідувало всього двоє дітей: Боженко Дмитро і Бабурко Теодозія.
За радянської влади ім'я Маркіяна Шашкевича в школі не згадували, а пам'ятну дошку з написом «Школа на Дуліби і Грабівці імені Маркіяна Шашкевича» заштукатурили. Ранішу назву школи відновлено аж у 1989, а в 1990 за рішенням № 345 Львівської обласної ради від 11 вересня 1990 року школі офіційно повернуто ім'я Маркіяна Шашкевича. У 1991 широко відзначено в ній 180-річчя від дня народження Маркіяна Шашкевича та 80-річчя школи.
У 2003 році школу реорганізовано за рішенням № 449 від 19 травня 2003 Львівської обласної державної адміністрації у навчально-виховний комплекс «Середня загальноосвітня школа-гімназія ім. М.Шашкевича» з гуманітарним профілем: поглиблене вивчення іноземної (англійської мови), гуманітарних дисциплін.
У 2008 році НВК став переможцем конкурсу «Флагман сучасної освіти і науки України». Нині в школі-гімназії навчається 284 учнів, працює 35 вчителів, функціонує 20 гуртків, секцій, товариств. На базі школи-гімназії відкрито філіали школи мистецтв.
У минулому директорами школи були:
- Мельничук Михайло Харитонович (1927—1947)
- Зелінський Юліан Амбросьович (1947—1951)
- Солохін Костянтин Павлович (1952—1954)
- Николишин Олександра Іванівна (1955—1957)
- Пронів Микола Юркович (1958—1993)

### Дирекція школи
- Кушпір Степанія Василівна — директор
- Найчук Степан Степанович — заступник директора
- Ігнатова Романа Василівна — заступник директора
- Поляк Наталія Володимирівна — заступник директора

### Відомі випускники
- Осташ Ігор Іванович — Надзвичайний і Повноважний Посол України в Канаді, народний депутат України трьох скликань, кандидат філологічних наук, засновник видавництва «Дуліби» в Канаді, автор багатьох наукових праць, екс-директор Міжнародної школи україністики Національної Академії наук України.
- Котів Богдан — доктор медичних наук, професор, вчений, філософ, педагог, хірург, завкафедри госпітальної хірургії ім. Пирогова, автор 5 підручників по хірургії і 10 монографій.
- Боженко Ольга — кандидат економічних наук, доцент, декан факультету економіки і організації книжкової справи Української академії друкарства.

## Церква святого Юрія
Перші документальні згадки про місцеву парафію датовані 1743 р. На місці сьогоднішнього дерев'яного храму, на поч. XX ст. була стара дерев'яна церква (з 1820 року?), біля якої стояла дзвіниця XVII ст. з чотирма дзвонами. У 1914 р. під час фронтових дій першої світової війни церква згоріла, а дзвони забрали спочатку російські, а пізніше німецькі військові. Існуючий дерев'яний храм на цегляному підмурку почали будувати в 1920 році, на місці спаленого, за старанням місцевого пароха о. Петра Шанковського.
Майстром будівництва був Турчинюк Василь Іванович з-під містечка Делятина на Гуцульщині (за даними церковного архіву). Церкву назвали в честь святого великомученика Георгія (Юрія) і поблагословили в 1923 р. Над входом у бабинець є табличка з датою «1921». До другої світової війни покровителем храму була Стрийська міська рада. Церква в користуванні громади УГКЦ. У 1998 р. розпочато будівництво нового мурованого храму Преображення Господнього.
Знаходиться віддалено на північний захід від села, біля дороги до села Грабовець, на цвинтарі. П'ятиверха хрещата у плані будівля. Її вівтар гранчастої форми орієнтований на північний схід. Окрім нього до квадратової нави з обидвох сторін прилягають також гранчасті бічні рамена, а по осі — прямокутний бабинець з прибудованим вужчим присінком з надбудовою.
При поздовжніх стінах вівтаря прибудовані ризниці. Піддашшя, яке оточує церкву і опирається на профільовані випусти вінців зрубів і такі ж приставні кронштейни, над входом до бабинця розриває широкий балкон-проповідниця, вкритий двосхилим дахом. Стіни підопасання з відкритих брусів зрубу (на брусах випалені, очевидно, майстрами-гуцулами, великі хрести), надопасання — шальовані вертикально дошками.
У західних стінах бічних рамен є додаткові входи до церкви. Вражає кількість і асиметричне розташування вікон у стінах церкви (за моїми підрахунками їх близько 45!). Середхрестя нави заверпшує світловий восьмерик з одним заломом, вкритий грушастою банею, увінчаною ліхтарем з маківкою. На гребені двосхилого даху бабинця і багатосхилих дахів бічних рамен і вівтаря посаджені менші світлові восьмерики, також вкриті грушастими баньками, які вінчають маківки. На схід від церкви розташована мурована восьмибічна триярусна дзвіниця, вкрита невеликою банею. Поблизу церкви поставили пам'ятник «Ювіляту Отцю Михайлу Дацишину».

## Відомі люди
- Вишиваний Кирило Васильович (1986—2022) — військовик Збройних сил України, учасник російсько-української війни.
- Осташ Ігор Іванович — український політик та дипломат.
- Лев Шанковський (9 вересня 1903 — 1995, США) — український економіст, журналіст, військовий історик-дослідник, активний учасник повстанської боротьби під час другої світової війни, член-основоположник УГВР. Дійсний член НТШ.